# Esbensenbucht
Die Esbensenbucht ist eine kleine Bucht an der Südostküste Südgeorgiens. Sie liegt 1,5 km südwestlich des Nattriss Head.
Teilnehmer der Zweiten Deutschen Antarktisexpedition (1911–1912) unter der Leitung Wilhelm Filchners kartierten und benannten die Bucht. Namensgeber ist der norwegische Kapitän Viktor Esbensen (1881–1942), Verwalter der Walfangstation der Compañía Argentina de Pesca in Grytviken.